# Gmach Ministerstwa Wyznań Religijnych i Oświecenia Publicznego w Warszawie

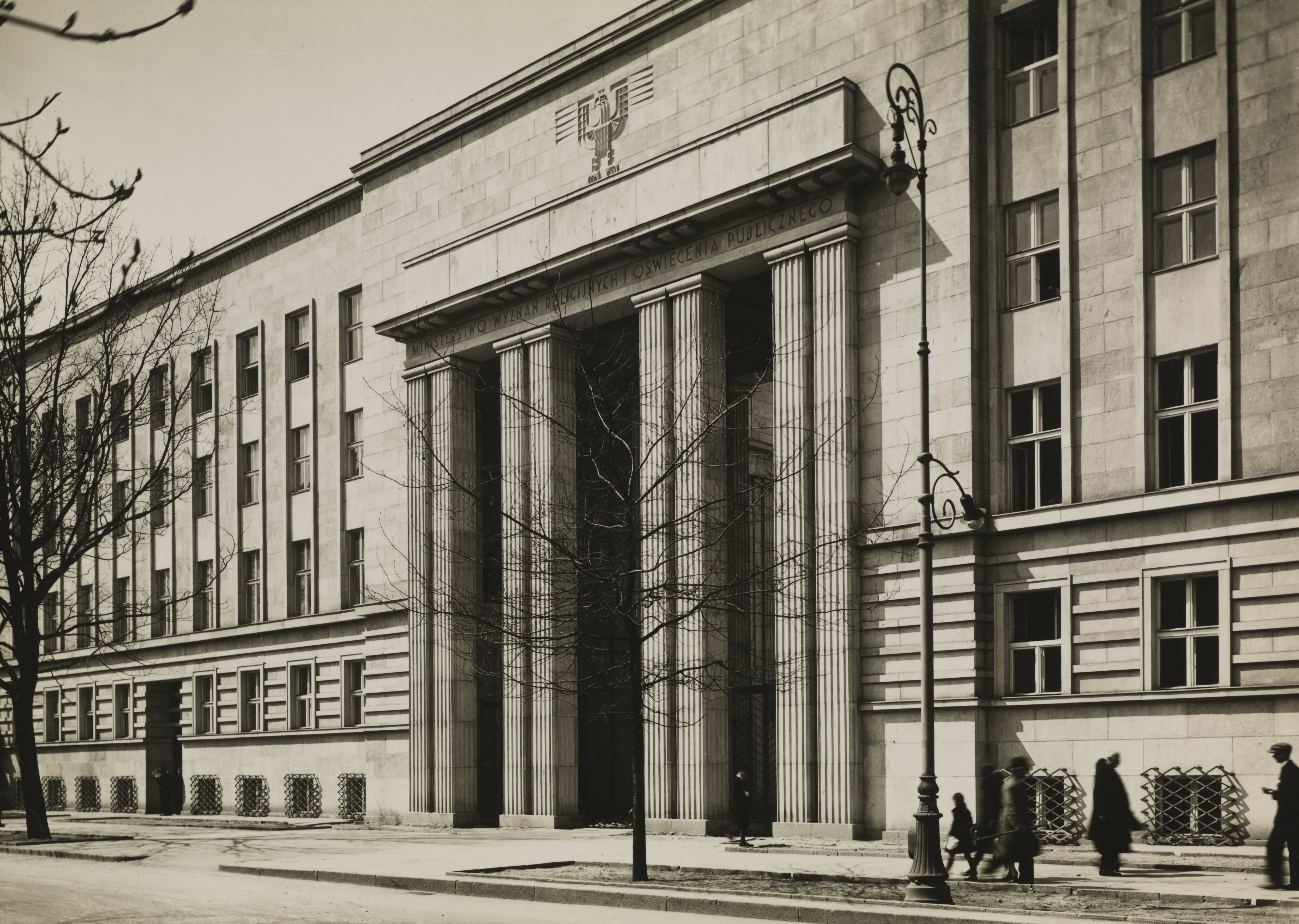
Gmach przed 1939, na portyku widoczny napis z nazwą ministerstwa oraz godło Polski

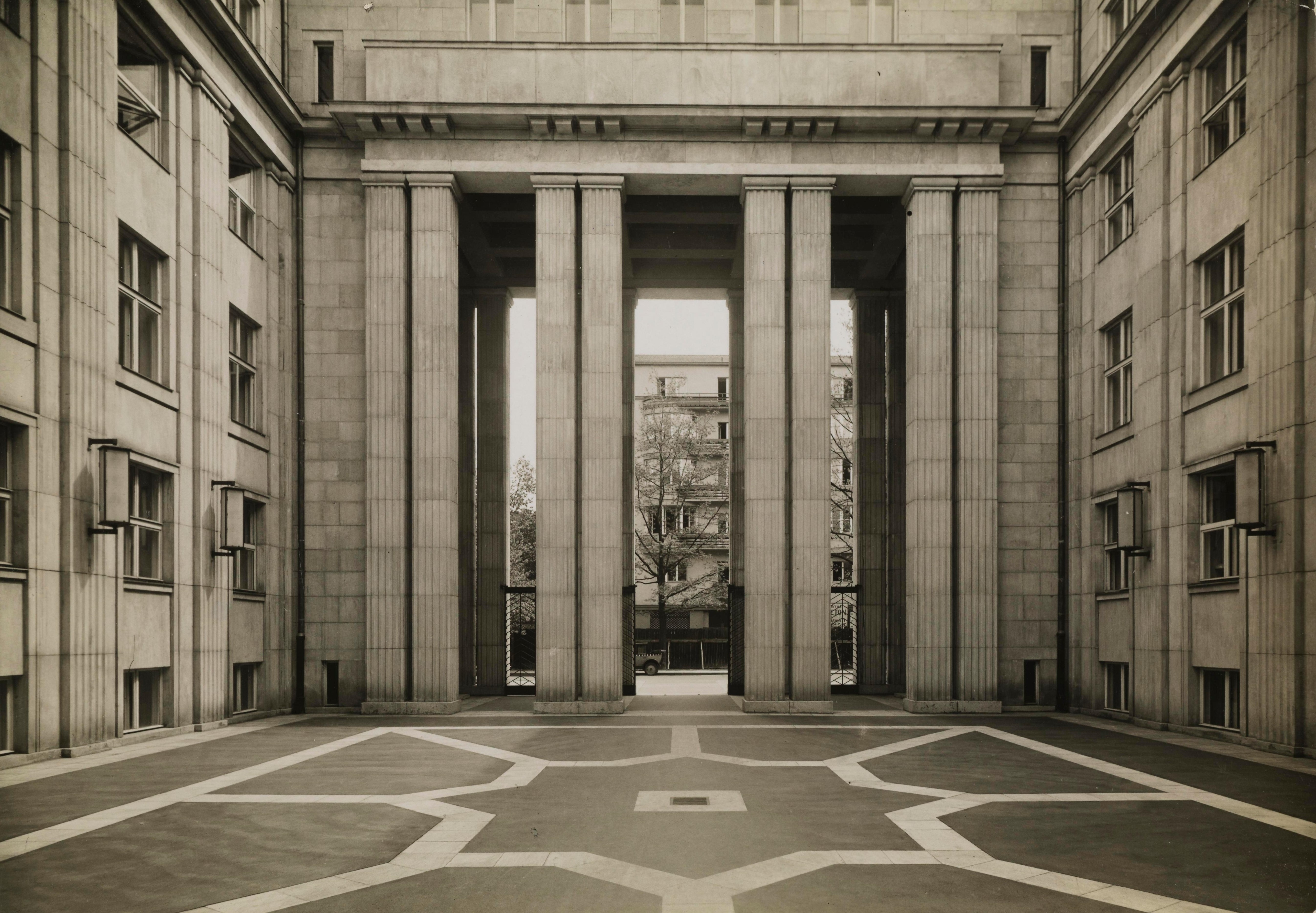
Dziedziniec gmachu w latach 30.

Gmach Ministerstwa Wyznań Religijnych i Oświecenia Publicznego – zabytkowy budynek znajdujący się przy al. Jana Chrystiana Szucha 25 w Warszawie, wzniesiony w latach 1927−1930 dla Ministerstwa Wyznań Religijnych i Oświecenia Publicznego. 
Podczas II wojny światowej siedziba Gestapo i SD w dystrykcie warszawskim. Obecnie gmach zajmuje Ministerstwo Edukacji Narodowej, a w części zachowanych pomieszczeń w przyziemiu lewego skrzydła urządzono Mauzoleum Walki i Męczeństwa. Od 2022 roku pomnik historii.

## Architektura budynku
Budynek zaprojektował Zdzisław Mączeński w stylu zwanym klasycyzmem redukcyjnym. Najbardziej charakterystycznym elementem tego masywnego gmachu jest olbrzymi portyk z podwójnymi filarami, przez który prowadzi wejście na dziedziniec. W gmachu zaprojektowano również drugi wewnętrzny dziedziniec oraz dwa półzamknięte dziedzińce boczne tworzące charakterystyczny układ grzebieniowy (obudowane później wzniesionymi obok budynkami).
Budynek nawiązuje do architektury faszystowskich Włoch, mimo że jego wystrój i wyposażenie to polska odmiana art déco, dzieło Wojciecha Jastrzębowskiego. Na portyku frontowym znajduje się godło państwa – wyrzeźbiony orzeł. Nad wejściem znajdował się nieistniejący już napis Ministerstwo Wyznań Religijnych i Oświecenia Publicznego.

## Historia

### Lata 1919-1927
W 1919 r. magistrat Warszawy ogłosił konkurs na "szkic zabudowania i urządzenia terenów Ujazdowa, Belwederu i przylegających". Zakładano, że na tych terenach stanie szereg budynków użyteczności publicznej, tj. Sejm, muzea, rezydencje władz. Pomimo rozstrzygnięcia konkursu zwycięski projekt Oskara Sosnowskiego nie doczekał się realizacji. W późniejszych latach powracano do koncepcji zagospodarowania tego obszaru, były to jednak rozważania teoretyczne z wąsko zakrojonymi konkursami. Nie zrezygnowano z wcześniejszego pomysłu i nadal przewidywano budowę w tym rejonie budynków o charakterze reprezentacyjnym. W 1923 r. wojsko przekazało Ministerstwu Wyznań Religijnych i Oświecenia Publicznego parcelę w rejonie pl. Na Rozdrożu, gdzie znajdowały się dawne koszary litewskie. Z uwagi na kryzys gospodarczy zdecydowano się na przeprowadzenie wewnętrznego konkursu na projekt budynku.
W maju 1925 r. wybrany został projekt Zdzisława Mączeńskiego – naczelnika Wydziału Budownictwa Szkolnego w Ministerstwie Wyznań Religijnych i Oświecenia Publicznego, a zarazem profesor architektury. W późniejszych latach Mączęński nadzorował przygotowania szkicowych projektów gmachu. W pierwotnym projekcie przewidywano powstanie trzech gmachów: głównego budynku ministerstwa, gmach kuratorium oraz budynek mieszkalny. 22 września 1925 r. minister robót publicznych wydał decyzję aprobującą projekt.
W ostatnich dniach grudnia 1926 r. udostępniono regulamin publicznego konkursu na projekt budynku, który został pobrany przez 218 architektów. Założenia przewidywały zbudowanie budynku mieszczącego pomieszczenia biurowe, bibliotekę ministerstwa oraz pomieszczenia mieszkalne. Termin składani prac upływał 15 lutego 1927 r., na skutek protestów został wydłużony do 28 lutego. Wpłynęły 54 prace, jury obradujące w dniach 3-6 marca wybrało pracę Zdzisława Mączeńskiego. Był to projekt stanowiący rozwinięcie pierwotnej koncepcji z 1925 r. W stosunku do projektu pierwotnego w wersji finalnej wprowadzono zmiany. Bryła budynku została zaplanowana na zmniejszonej działce o wymiarach 74x74 m. Budynek otrzymał reprezentacyjną bramę wjazdową, która wyznaczyła jego oś symetrii. Za nią znajdował się dziedziniec a po jego obu stronach umieszczono skrzydła biurowe. Obrys budynku domknięto skrzydłem centralnym mieszczącym wrota, hol główny i halę prezydialną. Za budynkiem zaprojektowano przestrzeń na ogród.

### Lata 1927–1930
3 czerwca 1927 r. Zdzisław Mączeński podpisał umowę z Okręgową dyrekcją Robót Publicznych m.st. Warszawy na sporządzenie projektu wykonawczego oraz nadzór autorski nad budową. W ramach przetargu ostała wyłoniona firma budowlana Biuro Budowlane T. Czosnowski i Ska 28 czerwca uroczyście wmurowano kamień węgielny oraz zamurowano pergamin z aktem erekcyjnym. Prace budowlane prowadzono do 15 grudnia, kiedy to mrozy uniemożliwiły ich kontynuację. Wznowienie prac nastąpiło 27 marca 1928 r., w sierpniu osiągnięto stan surowy otwarty. Ogłoszono przetarg na drugi etap prac, który miał obejmować wzniesienie ścian działowych oraz prace instalacyjne. Zwycięzcą przetargu został dotychczasowy wykonawca. Prace uległy opóźnieniu na skutek braku materiałów oraz strajków robotników, drugi etap planowano zakończyć w grudniu 1929 r. Ze względów finansowych w planie wykończenia budynku wprowadzono oszczędności, m.in. zminimalizowano użycie marmuru do wykończenia wnętrz. W grudniu 1929 r. dokonano oceny postępów prac i przyjęto 31 marca 1930 r. jak datę oddania budynku do użytku a 15 czerwca jako termin całkowitego zakończenia prac. Terminy te nie zostały dotrzymane, ale już w maju wszystkie biura Ministerstwa Wyznań Religijnych i Oświecenia Publicznego przeprowadzono do nowego gmachu. Późną jesienią zakończono resztę prac wykończeniowych.
Powstały w niespełna 3 lata gmach charakteryzował się wysokim standardem materialnym i surową klasyczną formułą, zaliczaną do tzw. klasycyzmu redukcyjnego. W 1928 odbył się konkurs na zaprojektowanie jego wnętrza, który wygrała praca Wojciecha Jastrzębowskiego (profesora warszawskiej Szkoły Sztuk Pięknych, również dyrektora Departamentu Sztuki w ministerstwie). Studenci pod kierunkiem profesora przygotowali projekty w stylu art déco. Autorem supraport Architektura i Zoologia w gabinecie ministra, znajdującym się na pierwszym – reprezentacyjnym – piętrze, był Stanisław Komaszewski (1935).
W uroczystym poświęceniu budynku brali udział: premier Walery Sławek, minister Wyznań Religijnych i Oświecenia Publicznego Sławomir Czerwiński oraz kardynał Aleksander Kakowski.

### Lata 1930–1939
Do czasu II wojny światowej funkcja gmachu i rozmieszczenie pomieszczeń nie uległy zmianie.
Parter:
- Departament Wyznań
- Wydział Budżetowo-Rachunkowy
- Kancelaria Główna
- część Wydziału Organizacyjno-Programowego Departamentu Szkolnictwa Ogólnokształcącego.

I piętro:
- gabinety ministra, podsekretarza stanu (ich sekretariaty)
- sala posiedzeń
- biuro przepisywania pism
- Wydział Prezydialny
- Wydział Budownictwa Szkolnego
- Wydział Wychowania Fizycznego
- Wydział Higieny Szkolnej
- Wydział Prawny
- Wydział Sprawozdawczy Departamentu Ogólnego

II piętro:
- cały Departament Szkolnictwa Ogólnokształcącego

III piętro:
- Departament Nauki i Szkół Wyższych
- Departament Szkolnictwa Zawodowego
- Departament Sztuki
- biblioteka ministerstwa z czytelnią pedagogiczną

Reszta pomieszczeń takich jak: Pracownia Oświaty Pozaszkolnej, magazyn materiałów pisarskich, składnica akt, magazyn Wydziału Sprawozdawczego, stołówka dla pracowników, kotłownia oraz skład opału znajdowały się w suterenach.

### Lata 1939–1944

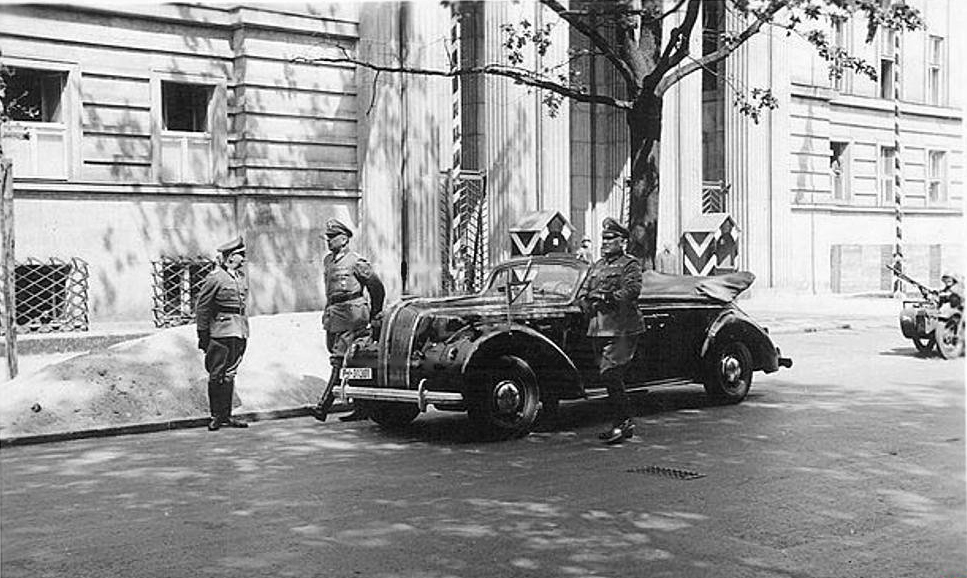
Wejście do gmachu w okresie okupacji

1 października IV Grupa Operacyjna Policji Bezpieczeństwa zajęła budynek ministerstwa i rozpoczęła w Warszawie masowe aresztowania w ramach akcji eliminacji polskiej inteligencji "Intelligenzaktion". Pod koniec miesiąca gmach stał siedzibą Urzędu Komendanta Policji Bezpieczeństwa i Służby Bezpieczeństwa Dystryktu Warszawskiego. Jego pierwsze, drugie oraz część trzeciego piętra zajmowała Tajna Policja Państwowa (Geheime Staatspolizei, Gestapo).
Na przełomie 1939 i 1940 roku Niemcy przystosowywali budynek do nowych potrzeb. W tym czasie wraz z częścią akt wywieziono księgozbiory biblioteki. Parter i przyziemie lewego skrzydła zamieniono w więzienie śledcze (Hausgefängnis). Nazwę aleja Szucha zmieniono na Straße der Polizei. W pobliskich budynkach powstały biura i mieszkania dla funkcjonariuszy niemieckich, których w samym urzędzie pracowało około 300. Codziennie przesłuchiwało tutaj nawet do 100 osób, przywożonych z Pawiaka, innych więzień dystryktu warszawskiego lub aresztowanych w czasie łapanek. Więźniowie, czekając na przesłuchanie, przebywali w pozbawionych okien czterech celach zbiorowych, zwanych „tramwajami” lub dziesięciu pojedynczych, tzw. izolatkach. Śledztwa odbywały się w gabinetach gestapo na górnych piętrach lub obok cel, w pokoju dyżurującego funkcjonariusza. W czasie przesłuchań więźniów torturowano i bito, a wielu z nich zamęczono na śmierć. Kilku z więźniów powiodły się próby ucieczki, część z nich została odbita przez oddziały podziemia podczas przewożenia w transportach pomiędzy niemieckimi więzieniami. W 1943 roku umocniono budynek i otaczające go ulice. Okna od strony frontu zasłoniono ceglanymi murami.
1 sierpnia 1944 r. budynek, i całą dzielnicę policyjną, zaatakowały nieskutecznie oddziały VII Zgrupowania AK "Ruczaj" i 1 Dywizjonu Pułku Ułanów Lubelskich AK "Jeleń". W późniejszych dniach powstania warszawskiego gmach na Szucha pełnił funkcję punktu rozdzielczego dla ludności z południowych dzielnic Warszawy zajętych przez Niemców. Przywożonych ludzi stłaczano w celach, sąsiadujących korytarzach i na podwórzach. Kilka tysięcy z nich zamordowano w ruinach gmachu Generalnego Inspektoratu Sił Zbrojnych, na okolicznych podwórkach i skwerach. Na początku września 1944 roku większość funkcjonariuszy Urzędu Komendanta Policji Bezpieczeństwa i Służby Bezpieczeństwa wraz z komendantem ewakuowało się do Sochaczewa. W ostatnich dniach powstania Gestapo spaliło znajdujące się w budynku archiwa, jednak sam gmach ministerstwa nie został zniszczony.

### Po 1945

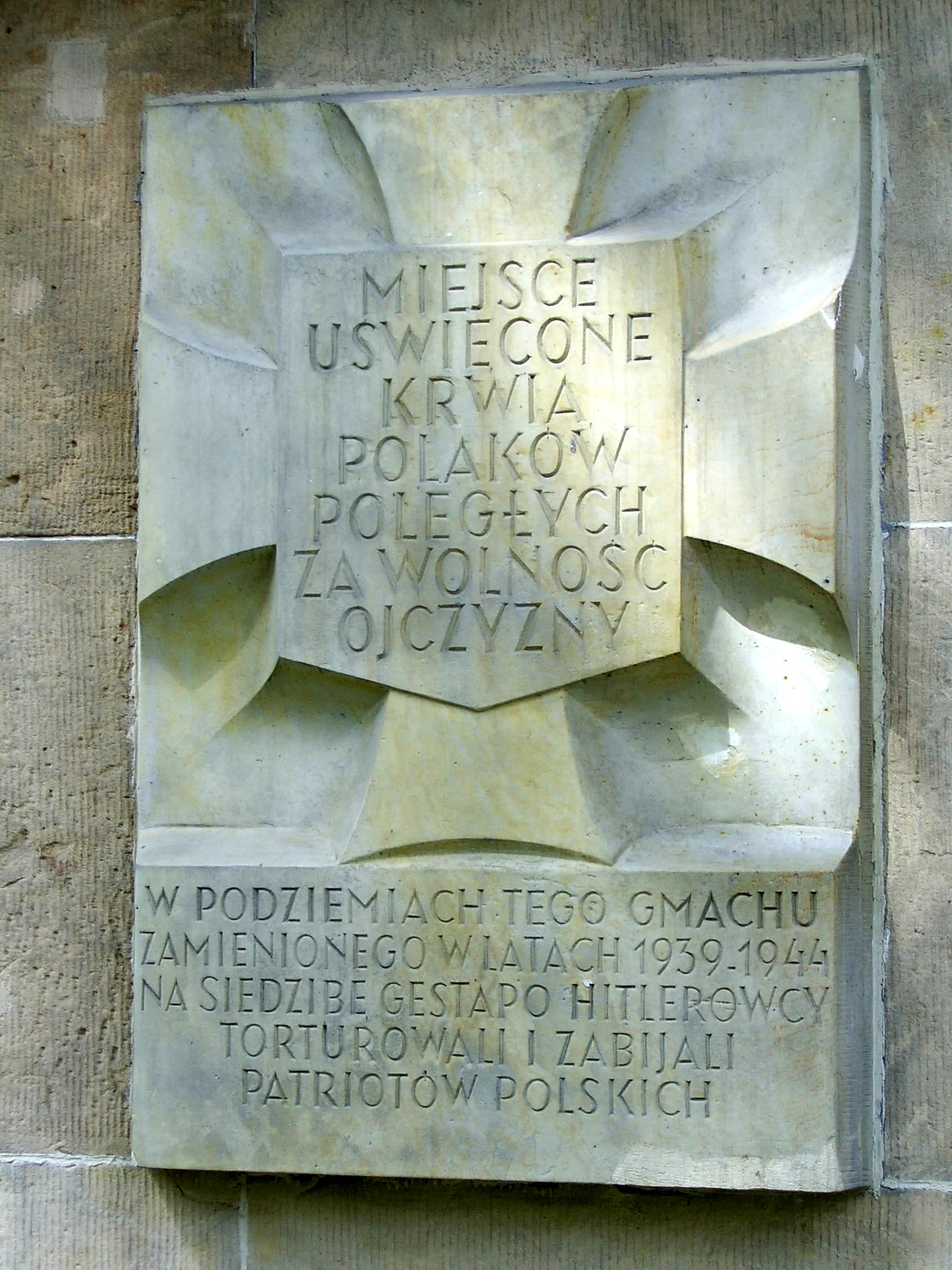
Tablica pamiątkowa projektu Karola Tchorka

Po wojnie gmach w al. Szucha 25 (przemianowanej na aleję I Armii Wojska Polskiego) zajmowało Ministerstwo Oświaty oraz Biuro Kontroli przy Prezydium Krajowej Rady Narodowej. W 1947 niektóre pomieszczenia przebudowano na pokoje biurowe oraz zabezpieczono cele męczeństwa i śmierci. Od września 1947 Wydział Muzeów i Pomników Martyrologii Polskiej w Ministerstwie Kultury i Sztuki zezwolił na udostępnienie zwiedzającym pomieszczeń więziennych z czasów II wojny światowej. Mauzoleum Walki i Męczeństwa 1939-1945 zostało oficjalnie otwarte 18 kwietnia 1952. Zwiedzający mogą zobaczyć tu w prawie nienaruszonym stanie: korytarze, cele zbiorowe, izolatki i pokój dyżurnego gestapowca, w którym przesłuchiwano więźniów.
W latach 50. na frontowej ścianie po lewej stronie wejścia do budynku odsłonięto tablicę pamiątkową z piaskowca projektu Karola Tchorka.
W 1973 gmach został wpisany do rejestru zabytków.
Gmach pozostał budynkiem o charakterze reprezentacyjnym, nie zmienił pierwotnej funkcji i jest użytkowany przez Ministerstwo Edukacji Narodowej. Zachowano oryginalny i artystyczny wystrój oraz wyposażenie. Ciąg pomieszczeń pierwszego piętra należy do najlepiej zachowanych wnętrz polskiej sztuki dekoracyjnej. W 2022 roku został uznany za pomnik historii.

## Galeria

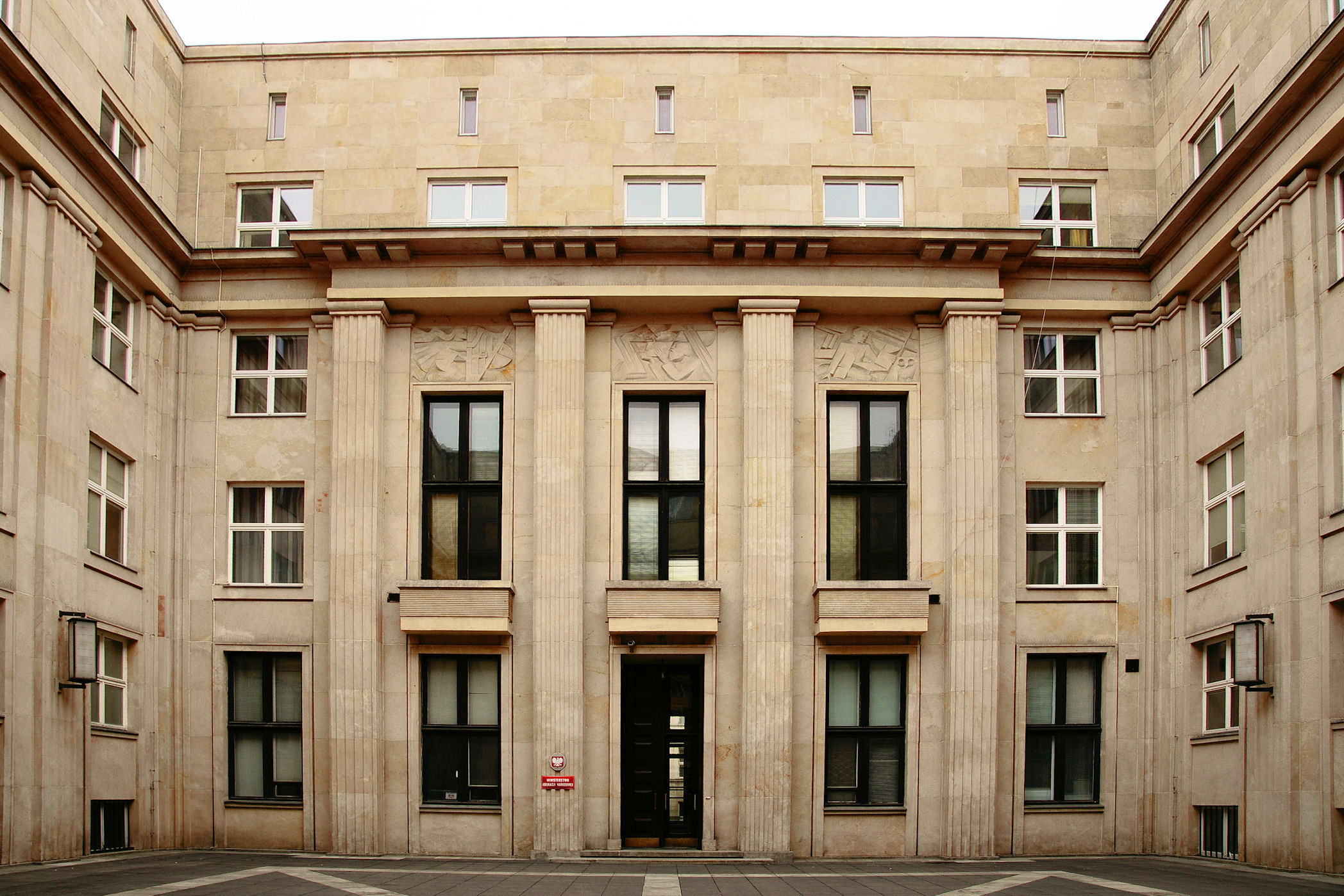
Dziedziniec budynku
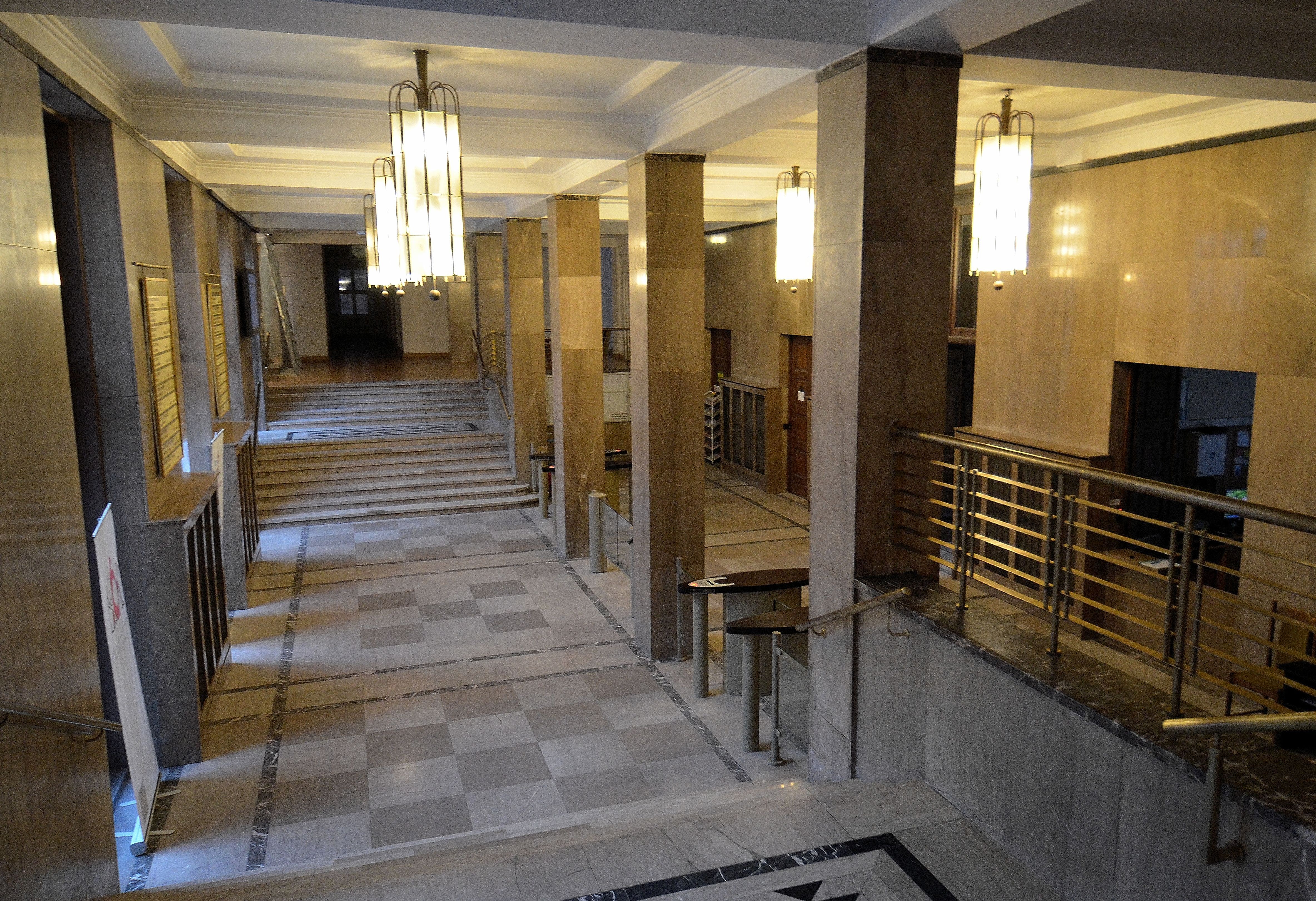
Hol główny gmachu
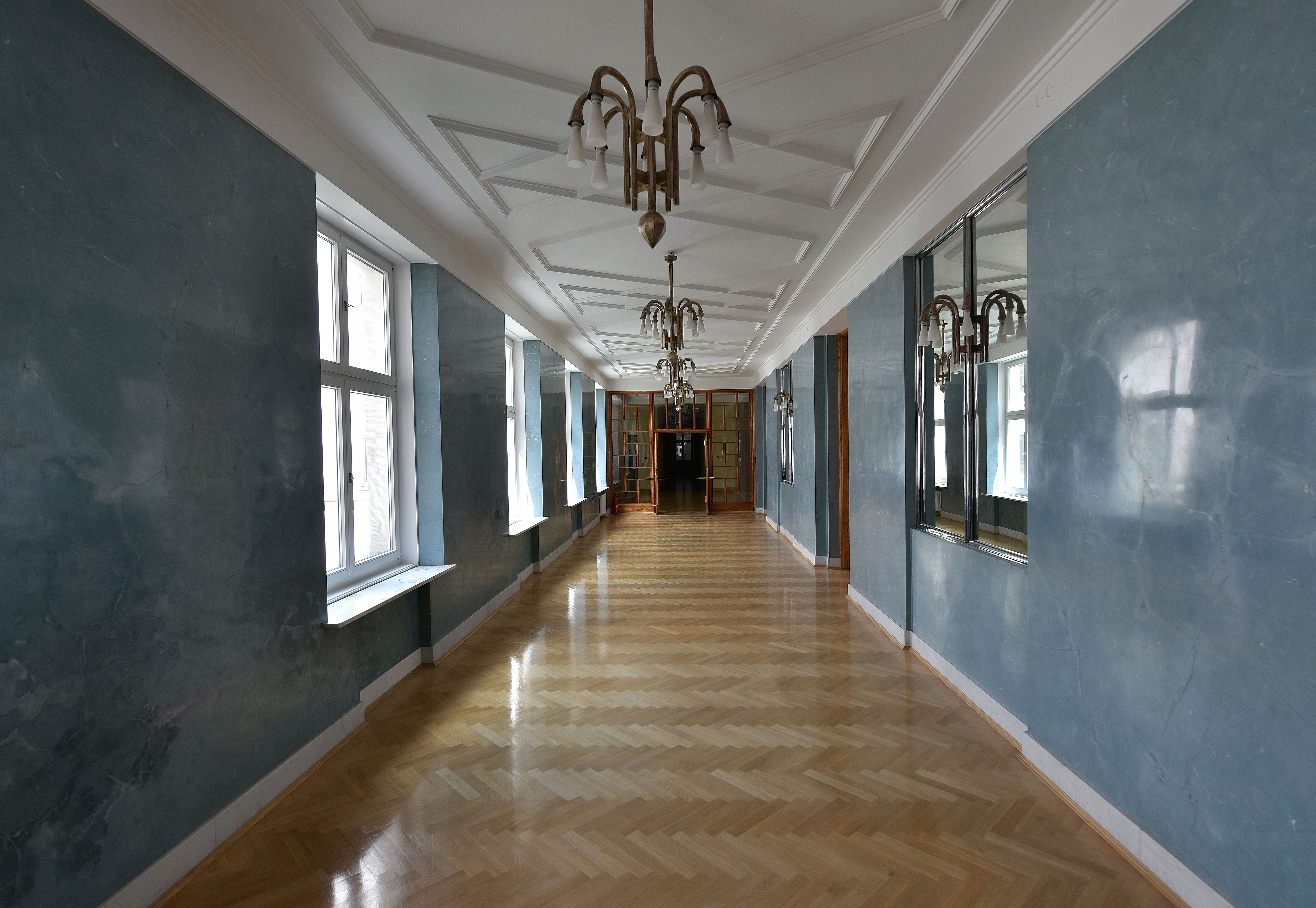
Korytarz na I piętrze
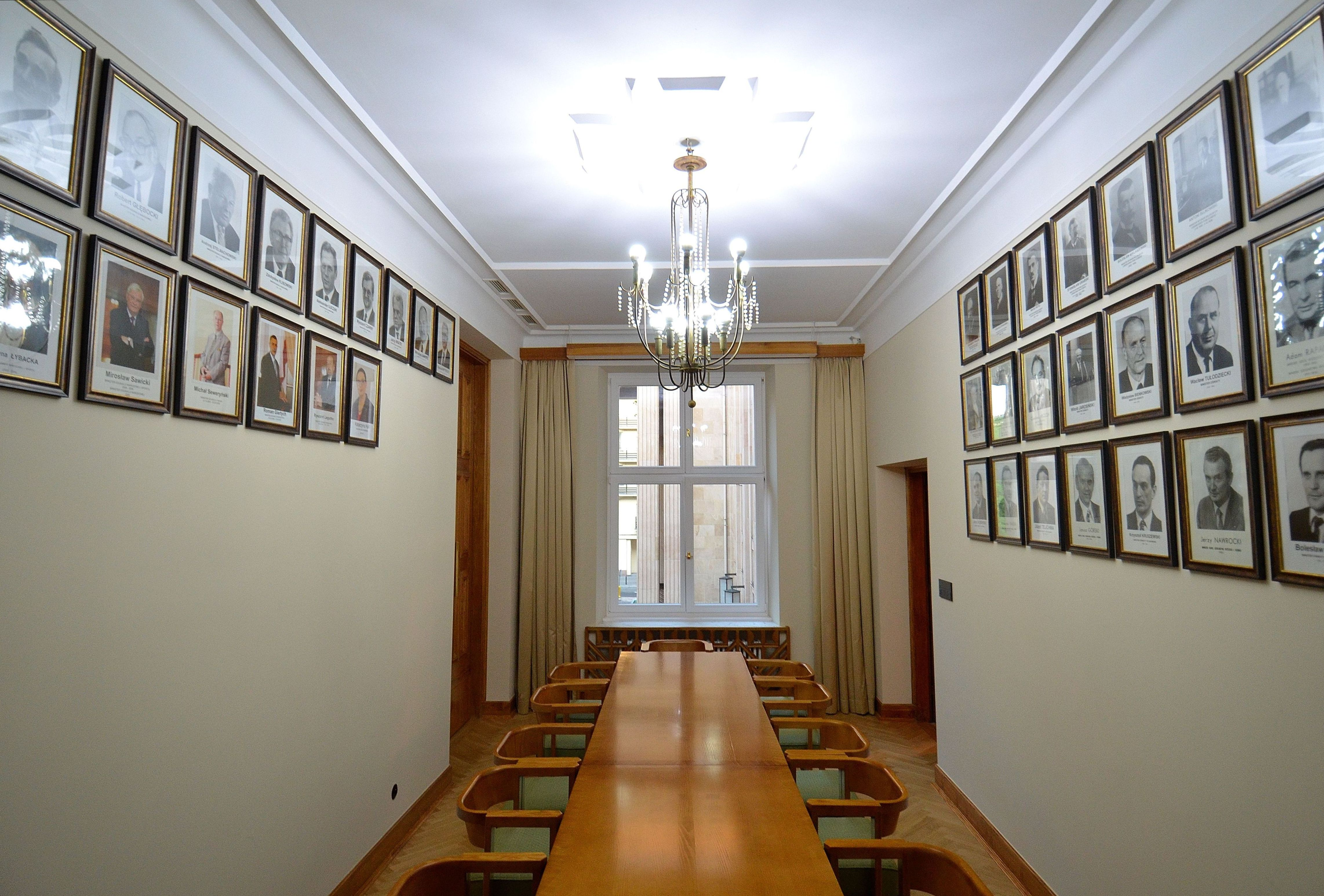
Zdjęcia wszystkich ministrów edukacji od 1918 w jednej z sal konferencyjnych
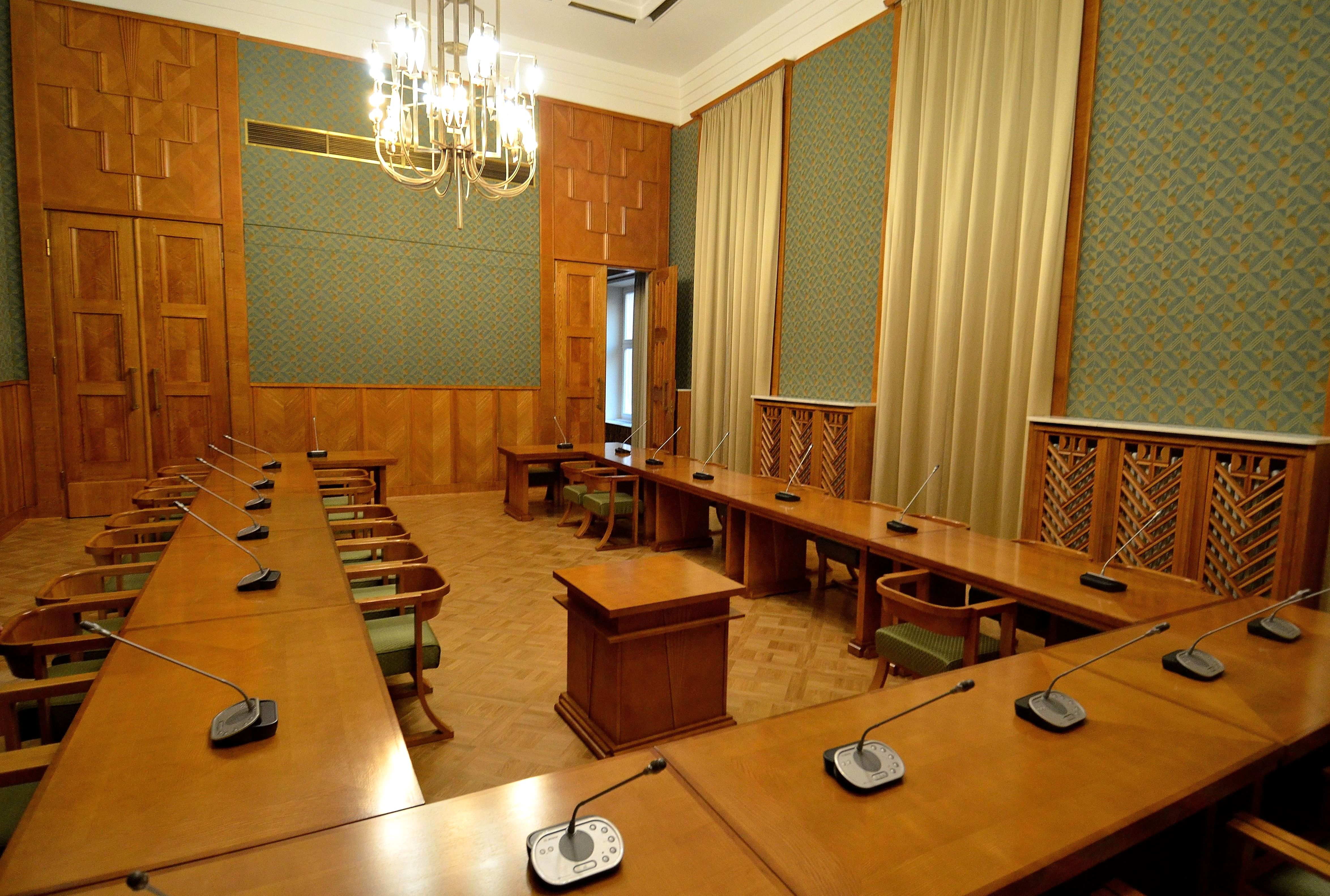
Sala konferencyjna im. Anny Radziwiłł na pierwszym piętrze